# 廣昌戰鬥
廣昌戰鬥發生於1931年4月1日－5月27日，地點則是在中國江西廣昌。是第二次江西剿共戰爭戰鬥之一，交戰一方為中華民國國民革命軍之第五師，另一方則為共軍前身之紅四軍。該戰鬥主要領軍者，一方為師長胡祖玉，另一方則為林彪。
5月，第5師占領了廣昌縣縣城，紅四軍隨後進行反擊。第5師師長胡祖玉在守城戰時於前線督戰期間遭槍彈擊中多發，雖後送至南昌仍傷重不治。因師長遭重創，第5師也隨之退兵回江西省邊境。